# نعمت‌آباد (تبریز)
نعمت‌آباد یکی از روستاهای استان آذربایجان شرقی است که در دهستان میدان‌چای و مرکز این دهستان است.
این روستا ۲۰۲۰ نفر جمعیت دارد.که در بخش باسمنج شهرستان تبریز واقع شده‌است.

## نام
نام قدیمی آن در گویش محلی نوه تاوا بوده که در زمان رضا شاه به نعمت‌آباد تغییر نام داده شد و در تیرماه سال ۱۴۰۰ به عنوان مرکز دهستان میدان چایی شناخته شد.